# 水洗 (写真現像)
水洗（すいせん）は、写真・映画の現像工程において、フィルムや印画紙などの感光材料の表面に残留する薬品を取り除く作業である。感光材料に定着段階が済んだ後、水洗を行って不要な反応済みの現像関係の薬品を除去する。これを行わなければ、画像の劣化や破壊を引き起こす。

## 概要
チオ硫酸塩を定着液として使用することの欠点は、非常にゆっくりと金属銀を可溶化するその能力にある。フィルムや印画紙が定着作業の後の水洗作業が不十分であった場合、残存した定着液は、写真の画像を緩慢に漂白あるいは汚損してしまう可能性がある。高級な印画紙への焼き付けでは、清潔で低温の水で水洗作業をする時間は40分程度は必要とされる。現行のプラスティックコーティングされた印画紙であれば、温水で2分足らずの水洗作業で、残存する定着液をじゅうぶんに除去できる。
もっと慣習的な暗室作業が推奨するのは、流水による水洗作業を30分以上行い、水洗容器の水を最低3回は取り替えるという方法である。現像タンクを上下を逆にする作業を繰り返しすべての水を入れ換える方法で、水温20°Cで1時間は水洗が必要であるとも言われる。ただし「無硬膜タイプ定着液」を使用したときにはその必要はない。
過剰な水洗は、実際にはフィルムの保存性を低下させることがある。ごく低濃度のチオ硫酸塩はフィルム画像の安定化に寄与することが示されている。

## イルフォード方式

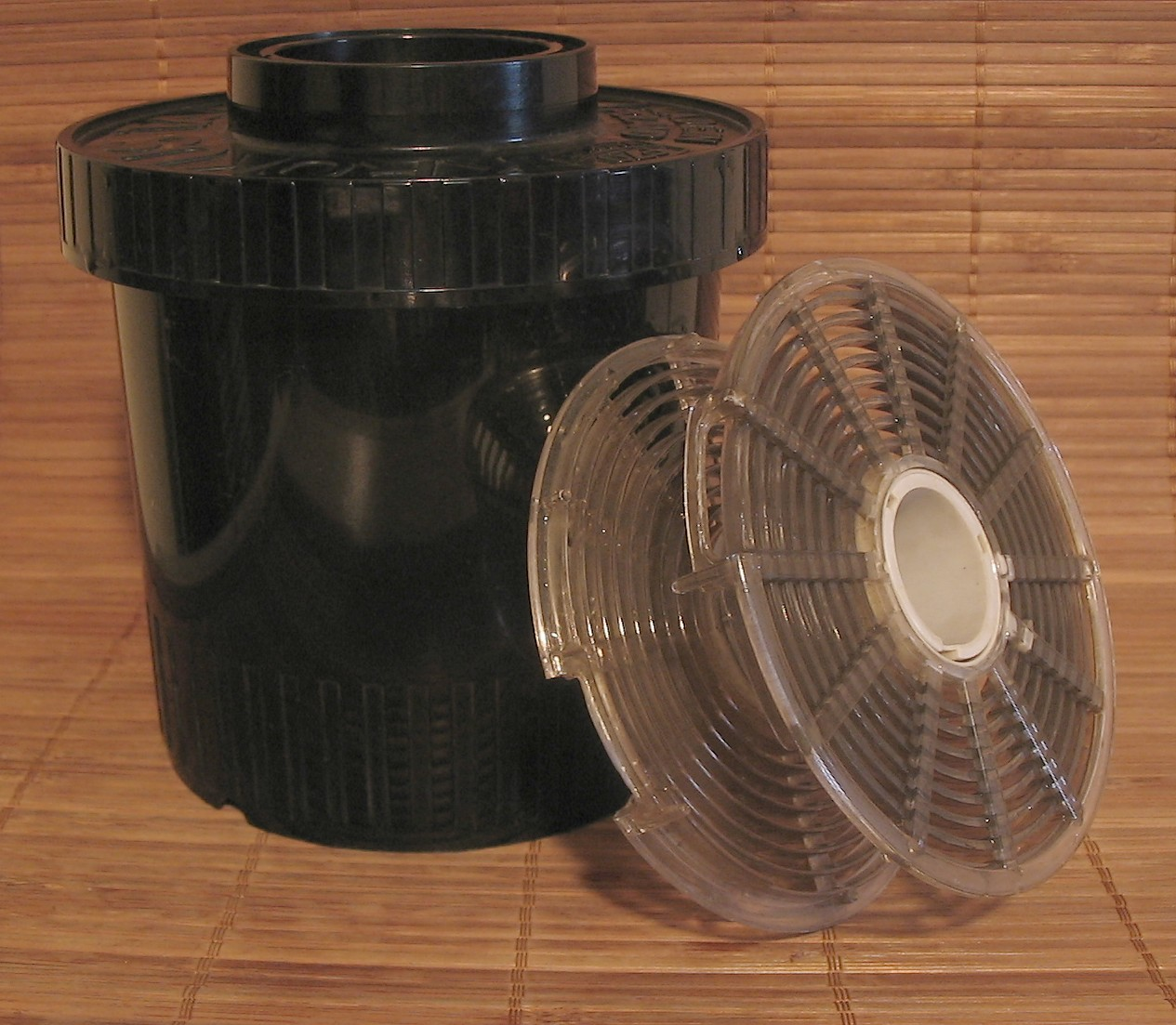
現像タンク。

小型タンクを用いての手現像において、「無硬膜タイプ定着液」で水洗作業をするための高速かつ水量の節約になる仕様説明書上の技術が、以下の「イルフォード方式」である。
- 定着液と同一の水温の水道水（+/- 5°C あるいは 7°F）で現像タンクを満たす。 - 現像プロセスを通じてすべての水温を維持することは、感光乳剤膜に網状のしわが生じることを避けるために必要である。
- 現像タンクを上下を逆にする作業を5回行なって、水分を完全に切る。
- 現像タンクをふたたび満たし、上下を逆にする作業を10回行なって、水分を完全に切る。
- 現像タンクをふたたび満たし、上下を逆にする作業を20回行なって、水分を完全に切る。
- これで水洗作業は終了である。

## 水洗促進浴
水洗促進剤（いわゆる「ハイポ・クリアリング・エージェント」）は、定着液を除去する作業を加速し、より完璧にするために使用される。方法は以下の要領である。使用済みの水洗促進剤は、青色の液体が無色になるまで使用可能である。
- 予備水洗 - 現像タンクに流水を注水、30秒以上
- 水洗促進浴 - 1分以上
- 本水洗 - 現像タンクに流水を注水、5分以上

## おもな水洗促進剤
- コダック ハイポクリアリングエージェント - フィルム・印画紙用、迅速かつ完全に行える[2]。
- 富士フイルム 富士QW - 白黒のフィルム・印画紙用、水洗時間の短縮[3]。
- イルフォード ウォッシュエイド - パライタ印画紙用、1:4に希釈、10分水洗促進浴する[4]。
- 中外写真薬品 マイウオッシュアップ - バライタ印画紙用
- デジタルトゥルース eco pro ハイポ・ウォッシュ - 1:19に希釈する[6]。